# Дембский, Александр
Александр Дембский (пол. Aleksander Dębski ; 17 ноября 1857, Могельница, Царство Польское, Российская империя (ныне Плоцкий повят, Мазовецкое воеводство, Польша) — 6 марта 1935, Варшава, Польша) — польский политический деятель, социалист, революционер, соратник Юзефа Пилсудского. Партийные псевдонимы:  Александр Д. Дрекслер, Густав, Олек, Олесь, Ройчке, С. Ульрих, Васил Пиотрович, Завадский, Этьен Ульрих и Густав Бобровский. Один из наиболее опытных социалистических заговорщиков того времени.

## Биография
Сын помещика. Дембский был закаленным противником царизма, начавший свою борьбу в гимназии в Плоцке. После окончания гимназии в Плоцке, с 1878 года учился в императорском Санкт-Петербургском университете, затем в Институте инженеров путей сообщения императора Александра I. В студенческие годы был активным членом Польской социалистической коммуны и Студенческого движения, вместе с Ф. Рехневским и С. Куницким был активистом Польско-литовской социалистической революционной партии. В 1883 году участвовал в съезде социалистических кружков в Вильно. После объединения польских кружков с I Пролетариатом поддерживал контакты с ним и Народной волей. Сторонник террористических методов борьбы. Он печатал листовки, переправлял печатные издания через границу, и встречался с Германом Лопатиным.
После ареста Л.Варынского и других деятелей Интернациональной социально-революционной партии «Пролетариат» отправился в Варшаву и вместе с С. Куницким стал лидером I Пролетариата. Посещал Санкт-Петербург для консультаций с руководством Народной воли. После ареста большинства членов военной организации Народной воли в июле 1884 года Дембский бежал за границу. Жил в Париже и Женеве, где вместе со С. Мендельсоном принимал участие в издании социалистических периодических изданий «Walka» (Борьба) и «Przedświt» (Рассвет). В Цюрихе вместе с будущим президентом Второй Польской республики Габриэлем Нарутовичем прошёл офицерские курсы. Постоянно думал о возобновлении террористической деятельности. В марте 1889 года, когда он проводил испытания взрывчатки в горах недалеко от Цюриха, которые должны были быть использованы в другом покушении на царя, был серьёзно ранен.
В 1887 году вернулся на родину с намерением восстановить партию, но вскоре был арестован австрийскими властями под Краковом. После освобождения вновь эмигрировал в Швейцарию. После неудачной подготовки бомбистов к покушению на царя в результате вмешательства российской дипломатической миссии был выслан из Швейцарии. Поселился в Париже, где учился в Сорбонне. После покушения на генерала Силиверстова (17 сентября 1890 г.) был арестован и заключён в тюрьму, однако освобожден из-за отсутствия улик.
В ноябре 1892 года, от I Пролетариата, был делегатом Парижского конгресса по созданию Заграничного союза польских социалистов (ЗСПС). В 1893 г. стал членом руководящих органов ЗСПС. После выдворения из Франции, поселился в Лондоне вместе с членами руководящих органов ЗСПС. Работал в Заграничном союзе польских социалистов (ЗСПС) до 1898 года. Делегат Конгресса Второго Интернационала в Лондоне (1896).
В 1899 году эмигрировал в США, где основал Союз польских социалистов. Занимался агитацией среди поляков деятельности Польской социалистической партии — революционной фракции.
В 1912 году инициировал создание Комитета национальной обороны в США для поддержки Польского военного казначейства, действовавшего в Галиции, сторонников активной борьбы и Временной комиссии Конфедерации за независимость.
После начала Первой мировой войны переехал в Краков в качестве делегата Комитета национальной обороны. С 1915 года — член Центрального национального комитета в Варшаве. По указанию Ю. Пилсудского в 1917 году отправился в Стокгольм на съезд борцов за независимость, а затем в Нью-Йорк, где пропагандировал идеи борьбы за независимость Польши.
В конце 1919 года вернулся в Польшу. Принимал активное участие в деятельности Польской социалистической партии (PPS, ППС). Во время Советско-польской войны в 1920 году назначен генеральным секретарем военкомата ППС. Затем, как представитель Бюро внешней пропаганды ППС, отправился в Соединенные Штаты и Англию, с целью поддержки политики польского правительства.
В сентябре 1928 года на съезде ППС был избран в Центральный партийный суд, оставался его членом до смерти. В 1930 году был избран сенатором от ППС.
3 июня 1933 года А. Дембский был награжден Крестом Независимости с мечами.
Умер в Варшаве. Похоронен на кладбище Старые Повонзки в Варшаве